# Mistrzostwa Polski w Tenisie Stołowym 2024
Mistrzostwa Polski w Tenisie Stołowym 2024 – 92. edycja mistrzostw, która odbyła się w Gdańsku w dniach 22-24 marca 2024 roku.

## Medaliści[1]
| Konkurencja             | Złoto                                                                       | Srebro                                                                | Brąz |
| Gra pojedyncza mężczyzn | Samuel Kulczycki (Dekorglass Działdowo)                                     | Maciej Kubik (Dekorglass Działdowo)                                   | Jakub Dyjas (Dekorglass Działdowo) Marek Badowski (Bogoria Grodzisk Maz.)                                                                             |
| Gra pojedyncza kobiet   | Katarzyna Węgrzyn (KS AZS Wrocław)                                          | Zuzanna Wielgos (Politechnika Rzeszów)                                | Anna Węgrzyn (KS AZS Wrocław) Natalia Bajor (KTS Tarnobrzeg)                                                                                          |
| Gra podwójna mężczyzn   | Maciej Kubik (Dekorglass Działdowo) Samuel Kulczycki (Dekorglass Działdowo) | Konrad Kulpa (Energa KTS Toruń) Tomasz Kotowski (Energa KTS Toruń)    | Artur Grela (Gwiazda Bydgoszcz) Przemysław Walaszek (Politechnika Rzeszów) Szymon Malicki (KS AZS AWFiS Gdańsk) Tomasz Tomaszuk (KS AZS AWFiS Gdańsk) |
| Gra podwójna kobiet     | Agata Zakrzewska (KTS Tarnobrzeg) Martyna Lis (Maximus Broker Toruń)        | Katarzyna Węgrzyn (KS AZS Wrocław) Anna Węgrzyn (KS AZS Wrocław)      | Wiktoria Wróbel (MRKS Gdańsk) Ilona Sztwiertnia (Heros Kraków) Natalia Gajewska (Bronowianka Kraków) Alicja Łebek (AZS UJD Częstochowa)               |
| Gra podwójna mieszana   | Marek Badowski (Bogoria Grodzisk Maz.) Natalia Bajor (KTS Tarnobrzeg)       | Tomasz Kotowski (Energa KTS Toruń) Katarzyna Węgrzyn (KS AZS Wrocław) | Tomasz Lewandowski (Trefl Zamość) Paulina Krzysiek (Start Nadarzyn) Samuel Kulczycki (Dekorglass Działdowo) Zuzanna Wielgos (Politechnika Rzeszów)    |